# Liéven De Winne
Liéven De Winne (Gent, 24 januari 1821 - Brussel, 13 mei 1880) was een Belgisch kunstschilder.
De Winne kreeg zijn opleiding onder Félix De Vigne aan de kunstacademie in Gent. Hij specialiseerde zich als portretschilder en kreeg al snel opdrachten van de bovenklasse, waaronder de Belgische koninklijke familie.
Een van zijn portretten van koning Leopold I werd gebruikt voor de eerste postzegelemissie in België in 1849. In 1850 kreeg hij een beurs van de Belgische regering, waardoor hij in Parijs kon gaan werken. Hij had er van 1852 tot 1855 een atelier samen met Jules Breton.

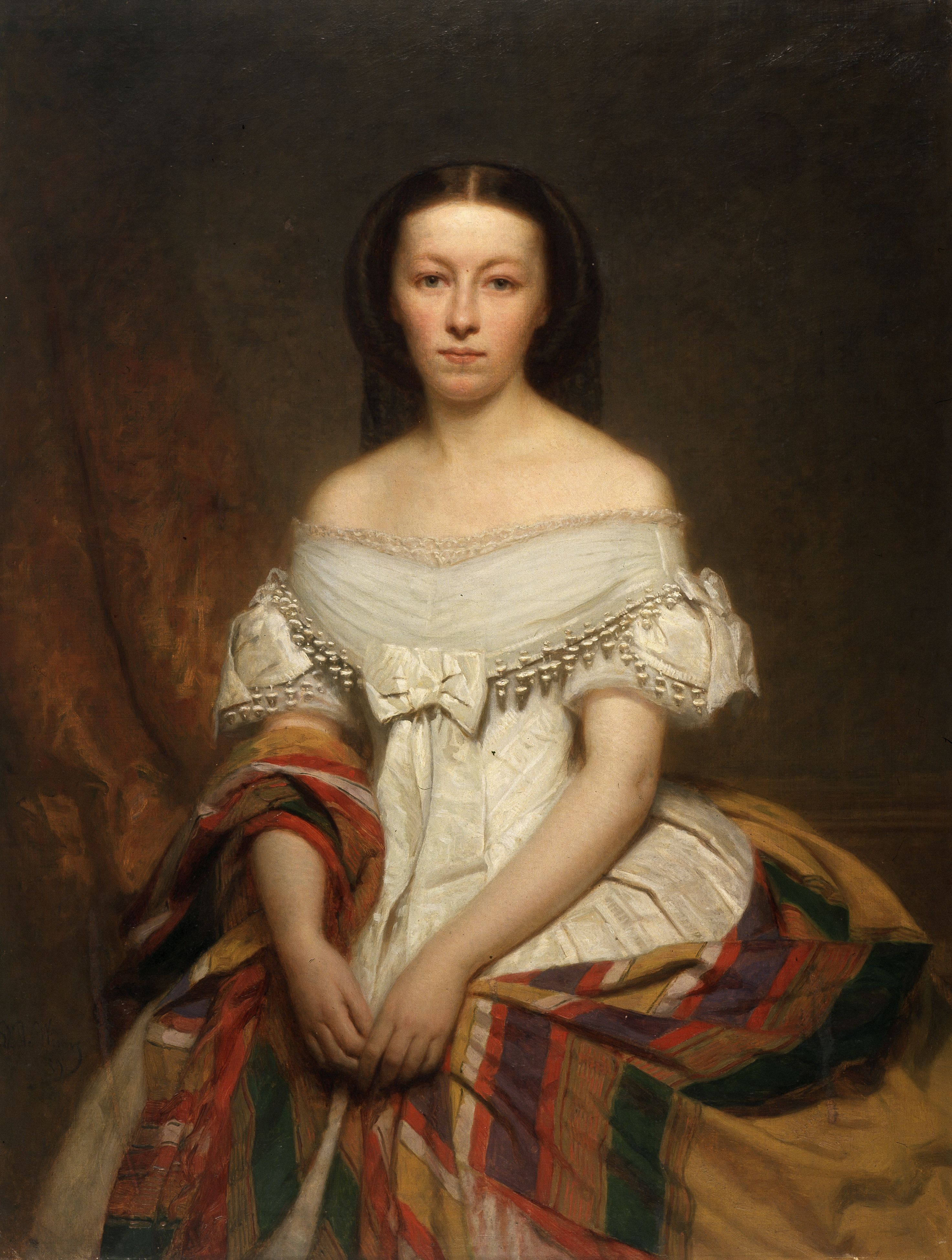
Mw. Adolphe Neyt (1859)
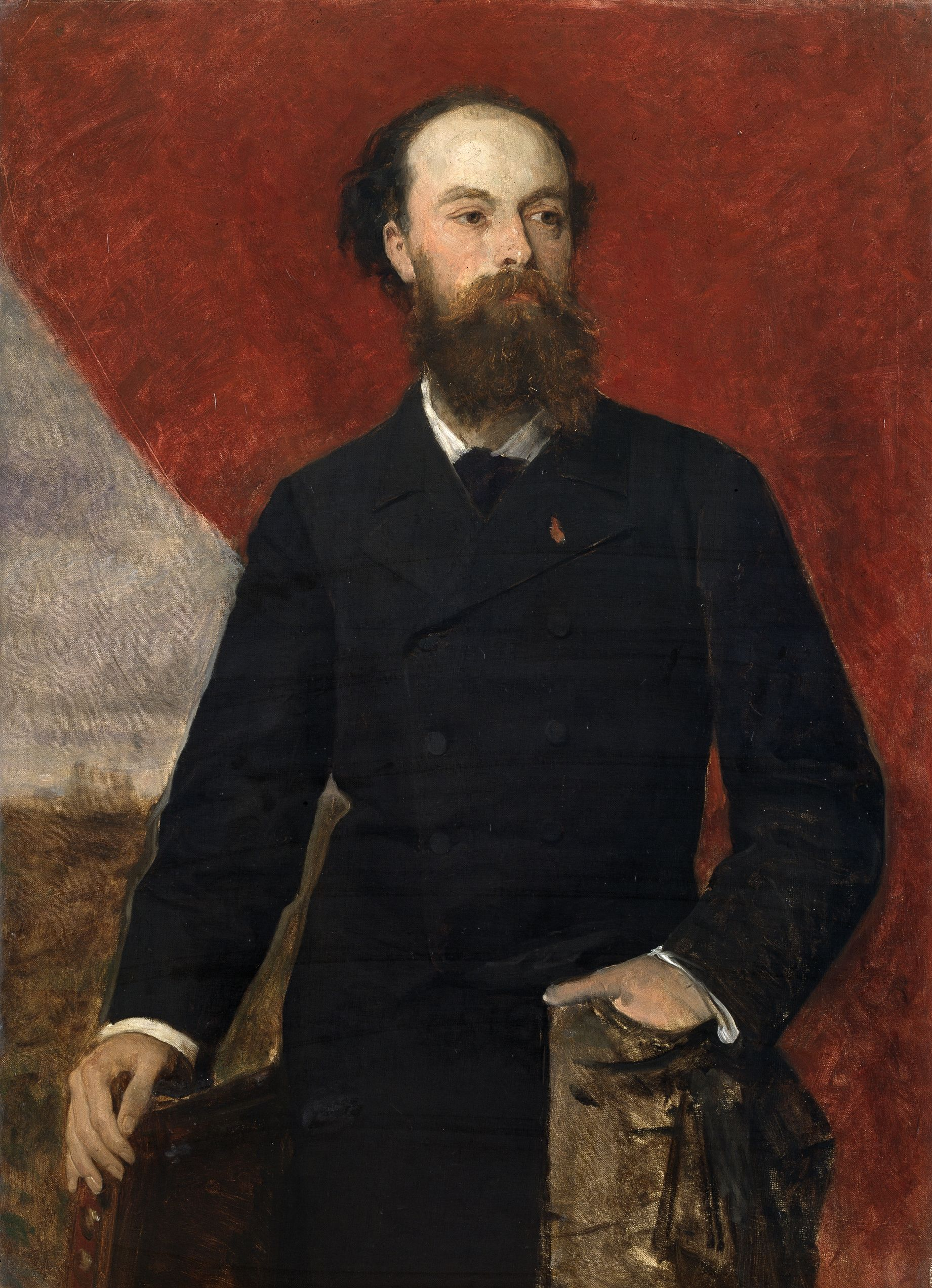
Paul de Vigne
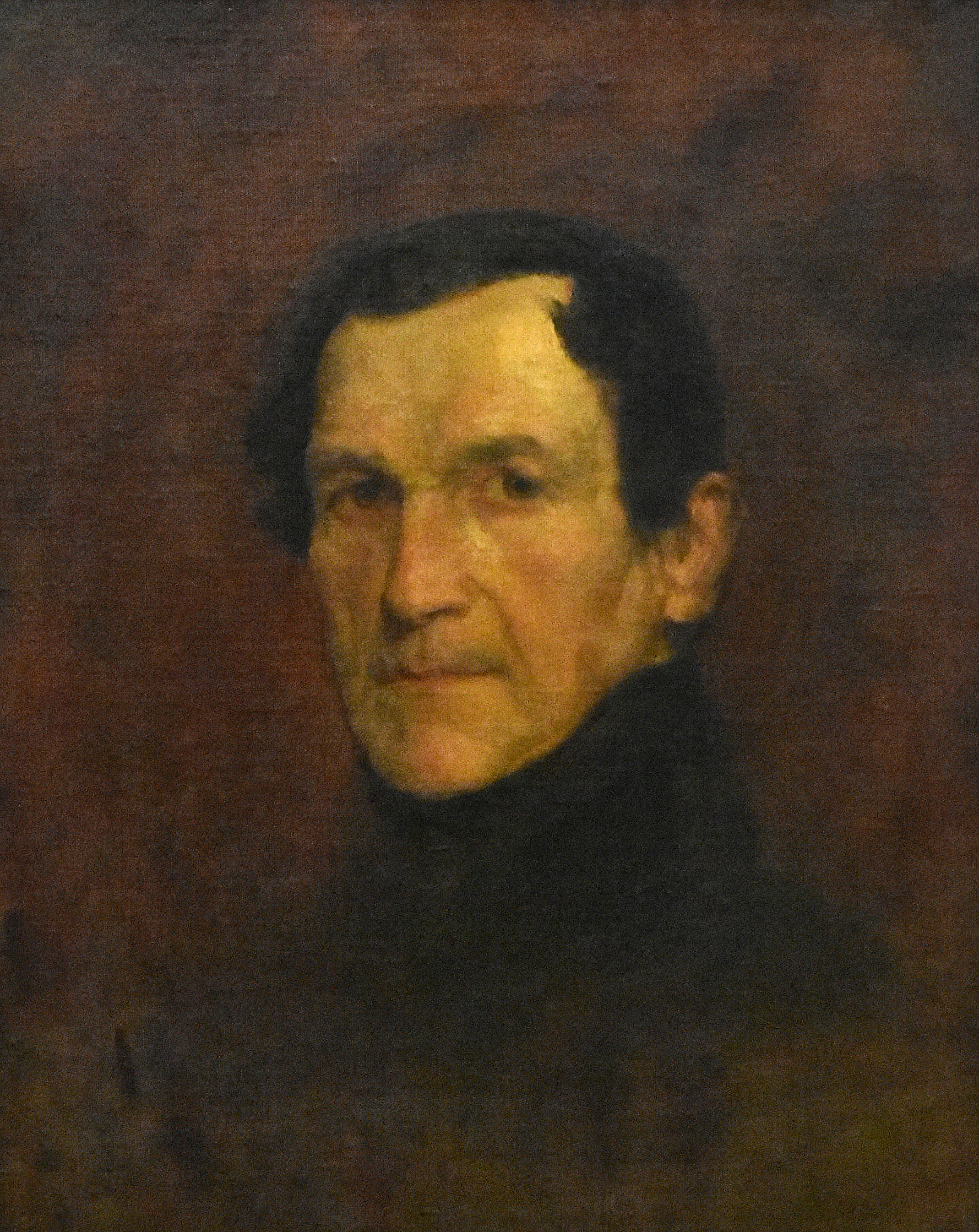
Koning Leopold I (1860)

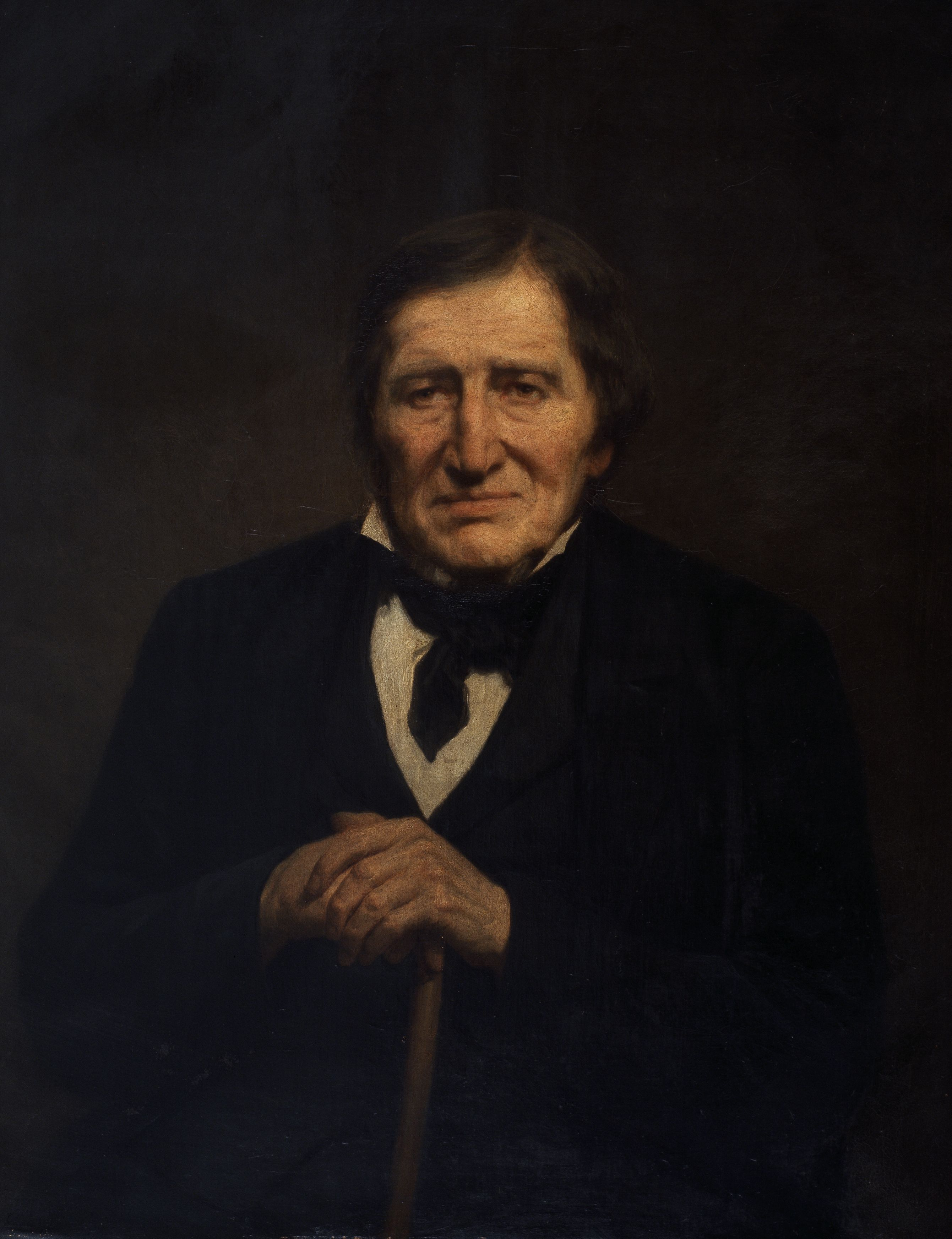
Jean Van den Bulcke
Lodewijk Roelandt (1864)
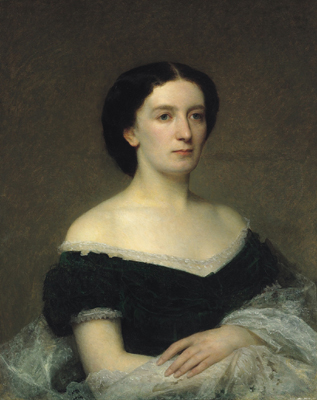
Portret van een nobele dame